# Bioc
En poesia, un bioc és un vers molt breu que, intercalat entre d'altres de més extensió, constitueix un fragment rítmic destinat a un efecte de rima. En aquelles composicions anisosil·làbiques, el bioc té menys de quatre síl·labes i forma part d'una estrofa de peu trencat.
Per altra banda, sovint s'estructura com a resposta entre versos més llargs que adopten la funció de pregunta:
I si és un poquet beata?
Mata.
I si li falta l'estrena?...
Envenena.